# Mycetia fasciculata
Mycetia fasciculata är en måreväxtart som först beskrevs av Carl Ludwig von Blume, och fick sitt nu gällande namn av Carl Ludwig von Blume och Pieter Willem Korthals. Mycetia fasciculata ingår i släktet Mycetia och familjen måreväxter. Inga underarter finns listade i Catalogue of Life.